# Kokczetaw
Kokczetaw (kaz. Көкшетау, Kökszetau; ros. Кокшетау, Kokszetau) – miasto o znaczeniu obwodowym w północnym Kazachstanie, nad jeziorem Kopa, na Wyżynie Kokczetawskiej, siedziba administracyjna obwodu akmolskiego. W 2018 roku liczyło 145 652 mieszkańców. Ośrodek przemysłu chemicznego, spożywczego, elektromaszynowego, ceramicznego, odzieżowego, drzewnego i wydobywczego (złoto). Miasto posiada port lotniczy i jest ważnym węzłem kolejowym. W miejscowości działa Uniwersytet im. Szokana Uälichanowa oraz liczne instytucje kulturalne, m.in.: muzeum historyczno-krajoznawcze, muzeum Mälyka Gabdullina, muzeum miejskie (daw. muzeum Waleriana Kujbyszewa), muzeum literatury i sztuki, rosyjski teatr dramatyczny oraz kazachski teatr muzyczno-dramatyczny im. Szachmeta Kusajynowa. Kokczetaw jest także jednym z największych skupisk Polaków w Kazachstanie. Działa tu Stowarzyszenie Kulturalno-Oświatowe „Polonia Północna” oraz polska parafia św. Antoniego.

## Historia
Miejscowość została założona w 1824 roku jako kozacka stanica. W 1862 Kokczetaw uzyskał prawa miejskie, a w 1868 roku został siedzibą ujezdu kokczetawskiego guberni omskiej. W 1921 roku miasto włączono do obwodu akmolskiego; w latach 1932–1936 należało ono do obwodu karagandyjskiego, a w latach 1936–1944 do obwodu północnokazachstańskiego. W 1944 roku Kokczetaw ustanowiono centrum administracyjnym nowo powstałego obwodu kokczetawskiego. W czasie II wojny światowej miasto było miejscem ewakuacji zakładów maszynowych ze środkowej Rosji i rejonem łagrów. Na lata 60. i 70. XX wieku przypadł największy rozwój miasta, który związany był przede wszystkim z rozwojem przemysłu. W 1993 roku zmieniono rosyjską nazwę miasta z Kokczetaw (Кокчетав) na Kokszetau (Кокшетау). W 1997 roku zlikwidowano obwód kokczetawski i Kokczetaw wszedł w skład obwodu północnokazachstańskiego. W 1999 roku miasto wcielono do obwodu akmolskiego i jednocześnie ustanowiono je nowym ośrodkiem administracyjnym obwodu.

## Religia
- Eparchia kokczetawska

## Gospodarka
- Przemysł metalowy, spożywczy, materiałów budowlanych[6].
- Linia energetyczna Jekybastuz-Kokczetaw

## Transport
- Port lotniczy Kokczetaw

## Sport
- Arłan Kokczetaw – klub hokejowy
- Ażar Kokczetaw – klub piłkarski
- Okżetpes Kokczetaw – klub piłkarski
  - Stadion Torpedo w Kokczetawie